# Kim Longinotto
Kim Longinotto (1952, Inglaterra) é uma cineasta britânica.